# Guerra Civil de Ruanda
A Guerra Civil de Ruanda foi um conflito em Ruanda entre o governo do presidente Juvénal Habyarimana e os rebeldes da Frente Patriótica de Ruanda (FPR). O conflito começou no dia 2 de outubro de 1990, quando a FPR invadiu e aparentemente foi encerrada em 4 de agosto de 1993 com a assinatura dos Acordos de Arusha para criar uma partilha de poder do governo.
Apenas um ano após a conclusão do conflito, no entanto, o assassinato de Habyarimana e Ntaryamira em abril de 1994 provou ser o maior estimulo para o inicio do genocídio em Ruanda, o número de mortos frequentemente citados para o mesmo é de 800.000. A FPR reiniciou a sua ofensiva, e acabou assumindo o controle do país. O governo hutu no exílio, em seguida, passou a utilizar os campos de refugiados nos países vizinhos para desestabilizar o governo da FPR. Outros conflitos na região, que estão intimamente relacionados com a guerra civil em Ruanda e os conflitos entre hutus e tutsis, estão a Primeira Guerra do Congo (1996-1997), o que levou, por sua vez a Segunda Guerra do Congo (1998-2003), que envolveu uma forças hutus com o objetivo de recuperar o controle de Ruanda. Devido à forte correlação entre estes eventos e os posteriores (alguns dos quais estão ainda em andamento), algumas fontes dão datações diferentes para a guerra civil de Ruanda, ou mesmo a consideram como ainda não concluída.
Assim, enquanto a guerra civil oficialmente durou até 1993, a literatura de guerra afirma que terminou com a captura de Kigali pelo FPR em 1994 ou com o desmantelamento dos campos de refugiados em 1996, enquanto alguns consideram a presença de pequenos grupos de rebeldes na fronteira de Ruanda no sentido de que a guerra civil está em curso.

## Ver Também
- Genocídio de Ruanda